# Thomas W. Gladwin
Thomas (Tom) William Gladwin (* 13. Juni 1935 in Hertford, Hertfordshire) ist ein britischer Ornithologe und Geistlicher.

## Leben
Gladwin wuchs in Hertford auf und besuchte die Hertford Grammar School. Er arbeitete viele Jahre für den Grafschaftsrat und ist seit 1982 ordinierter Pfarrer der Church of England. Er und seine Frau Janet, die seine Interessen teilt, leben in Digswell.
Er begann als Vogelbeobachter, war an der Gründung der Rye Meads Ringing Group beteiligt und arbeitete als von 1957 bis 1979 als Vogelberinger für den British Trust for Ornithology. Er ist ein langjähriges aktives Mitglied des Herts Bird Club, wo er von 1971 bis 1976 Vorsitzender war, und hat viele Artikel und Notizen beigesteuert. Von 1990 bis 1993 arbeitete er im Komitee des British Ornithologists’ Club (BOC), von 1993 bis 1997 war er Vizevorsitzender und von 1997 bis 2001 war er Vorsitzender des BOC. Zudem war er Ausschussmitglied der British Ornithologists’ Union und er hat ein besonderes Interesse an der Geschichte der Ornithologie. 1986 war er Co-Autor beim Werk The Birds of Hertfordshire.
Neben der Ornithologie befasst sich Gladwin mit Insekten. Er schrieb Beiträge über Florfliegen (Neuroptera) für die Hertfordshire Natural History Society und war 2008 Mitautor beim Werk Dragonflies and Damselflies of Hertfordshire. Er interessiert sich auch für die örtlichen Eisenbahnen und war 1986 als Co-Autor am Buch Welwyn’s Railways: A History of the Great Northern Line from 1850 to 1986 beteiligt. Er schrieb u. a. Beiträge für die Zeitschriften British Birds, Bird Migration, Bird Study und London Bird Report und er hatte gelegentlich Auftritte in Radiosendungen. Für seine Renaturisierungspläne von Kiesgruben und Naturschutzprojekte in Hertfordshire und Kent erhielt er nationale und internationale Anerkennung.
Gladwin hat zu verschiedenen Zeiten in den Komitees der Hertfordshire Natural History Society mitgearbeitet. Außerdem hat er über die Jahre eine sehr aktive Rolle beim Herts & Middlesex Wildlife Trust gespielt und wirkte unter anderem maßgeblich bei der Einrichtung der Naturschutzgebiete von Lemsford Springs und Amwell Quarry mit. Von 1968 bis 1978 war er Honorarwärter im Lemsford Springs Nature Reserve. Er war viele Jahre Mitglied bei der British Naturalists Association, der Welwyn Natural History Society und bei der London Natural History Society.